# In Their Darkened Shrines
In Their Darkened Shrines je třetí řadovou deskou americké deathmetalové kapely Nile. Byla nahrána v sestavě Karl Sanders – kytara + zpěv + baskytara, Dallas Toler Wade – kytara + zpěv + baskytara, Tony Laureano – bicí + perkuse + zpěv. Hudebními kritiky i fanoušky je považována za zatím nejvydařenější dílo Nile.

## Seznam skladeb
1. The Blessed Dead – 04:53
2. Execration Text – 02:47
3. Sarcophagus – 05:10
4. Kheftiu Asar Butchiu – 03:52
5. Unas Slayer of the Gods – 11:43
6. Churning the Maelstrom – 03:07
7. I Whisper in the Ear of the Dead – 05:10
8. Wind of Horus – 03:47
9. In Their Darkened Shrines (Part I): Hall of Saurian Entombment – 05:09
10. In Their Darkened Shrines (Part II): Invocation to Seditious Heresy – 03:51
11. In Their Darkened Shrines (Part III): Destruction of the Temple of the Enemies of Ra – 03:12
12. In Their Darkened Shrines (Part IV): Ruins – 06:02